# Sylwia Dekiert
Sylwia Maria Dekiert (ur. 12 marca 1979 w Zielonej Górze) – polska dziennikarka sportowa, prezenterka telewizyjna, reporterka i spikerka.

## Życiorys
W 2002 dołączyła do zespołu redakcji sportowej w Telewizji Polskiej. Od października 2005 do 10 września 2019 prowadziła Sport telegram. Podczas Igrzysk Olimpijskich w Pjongczangu i Paryżu prowadziła studio olimpijskie. W 2018 stworzyła cykle reportażów Orły Nawałki i Orły Sportu. Podczas mistrzostw świata w piłce nożnej 2018 była jedną z reporterek Telewizji Polskiej w Rosji. Była współgospodarzem studia w czasie meczów piłkarskich mistrzostw Europy 2020 i 2024.
W latach 2017–2023 współprowadziła „Wielkie Testy” w TVP1. W 2017 prowadziła koncert „Debiutów” podczas Krajowego Festiwalu Piosenki Polskiej w Opolu. Od 2018 jest prezenterką studia oprawy TVP1 i TVP2.
Trzykrotnie nominowana do Telekamer: w kategorii Odkrycie roku (2018) i Komentator sportowy (2021 i 2023).

## Życie prywatne
Do 2018 była życiowo związana z Rafałem Darżynkiewiczem. Ma trzech synów: Doriana (ur. 2009), Igora (ur. 2015) i Lukę (ur. 2020). Od lipca 2019 zaręczona ze Sławomirem Nelupem (ur. 1991), producentem TVP Sport. Mieszka w Józefosławiu.